# Hjúki y Bil

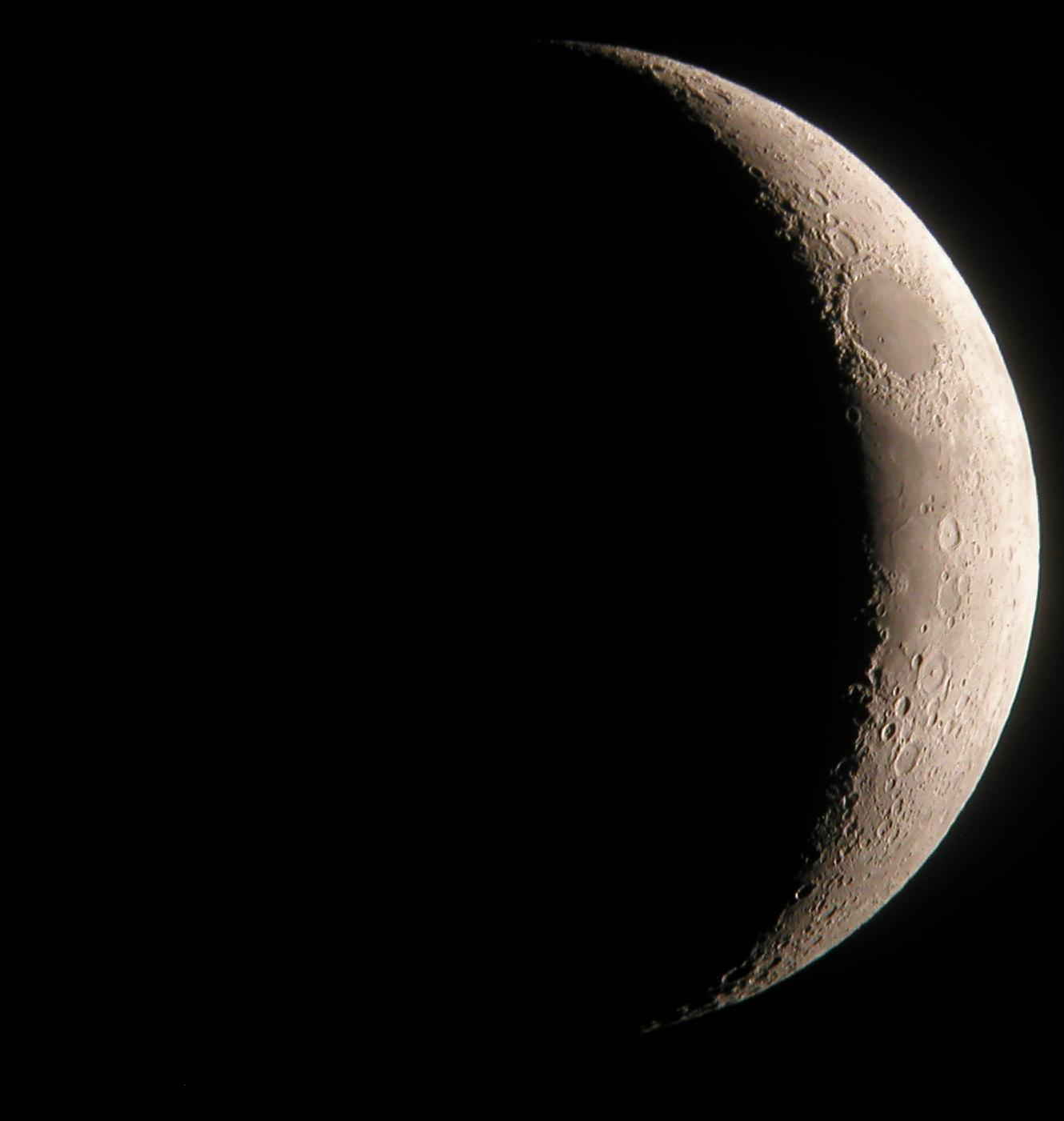
HJúki

En la mitología nórdica, Hjúki (en español: El retorno a la salud) y Bil son unos hermanos que siguen la personificación de la luna, Máni a través de los cielos. Ambos son atestiguados en la Edda prosaica escrita en el siglo XIV por Snorri Sturluson. Bil ha sido identificado con el Bilwis, una figura asociada a la agricultura que es frecuentemente atestiguada en el folclore de zonas de habla alemana de Europa.

## Atestiguaciones
En el capítulo 11 de la Edda prosaica en el libro Gylfaginning, la figura entronizada de los Altos estados dijo que dos niños llamados Hjúki y Bil fueron engendrados por Viðfinnr. Una vez, mientras los dos estaban a pie del pozo Byrgir (ambos cargando sobre sus hombros el palo Simul (en español: Eterno) que contenía el cubo Sæg), Máni los tomó de la tierra y ahora la siguen en el cielo "como se puede ver desde la tierra".

## Teorías
Identificación y representación
Como los dos no están atestiguados fuera de la Edda en prosa de Snorri, se ha sugerido que Hjúki y Bil pueden haber tenido un significado mítico menor, o que fueron inventados directamente por Snorri, mientras que Anne Holtsmark (1945) postula que Snorri pudo haber conocido o tenía acceso a una fuente de versos ahora perdida en la que Hjúki y Bil personificaban la luna creciente y menguante. Holtsmark teoriza además que Bil pudo haber sido un dís (un tipo de deidad femenina).
Los eruditos han teorizado que Hjúki y Bil pueden representar la actividad lunar, incluso que pueden representar las fases de la luna o pueden representar los cráteres de la Luna. El erudito del siglo XIX Jacob Grimm rechaza la sugerencia de que Hjúki y Bil representan las fases de la luna, y afirma que Hjúki y Bil representan más bien los cráteres de la Luna vistos desde la Tierra. Grimm dice que la evidencia de esto "es evidente a partir de la figura en sí. Ningún cambio de la luna podría sugerir la imagen de dos niños con un cubo colgando sobre sus hombros. Además, hasta el día de hoy, los suecos ven en las manchas de la luna dos personas que llevan un gran cubo en un poste ". Grimm agrega que:

Lo que es más importante para nosotros, de la fantasía pagana de un secuestrador del hombre de la luna, que, aparte de Escandinavia, estaba sin duda en boga en todo Teutóndomo, si no más allá, se ha desarrollado desde una adaptación cristiana. Dicen que el hombre en la luna es un ladrón de leña, que durante el tiempo de la iglesia en el día de reposo santo cometió una transgresión en el bosque, y luego fue transportado a la luna como castigo; allí se le puede ver con el hacha en la espalda y el manojo de matorrales (dornwelle) en la mano. Es evidente que la vara de agua de la historia pagana se ha transformado en el asta del hacha y el cubo que se lleva en la maleza; se mantuvo la idea general de robo, pero se hizo especial hincapié en la celebración de la festividad cristiana; el hombre sufre castigo no tanto por cortar leña, como porque lo hizo el domingo.